# Clarence Thomas
Clarence Thomas (n. 23 iunie 1948, Pin Point⁠(d), Comitatul Chatham, Georgia, SUA) este un avocat american care ocupă funcția de judecător⁠(d) al Curții Supreme de Justiție a Statelor Unite. Acesta a fost nominalizat⁠(d) de președintele George H. W. Bush drept succesor al judecătorului Thurgood Marshell⁠(d) și este activ din 1991. Thomas este al doilea afro-american care ocupă această funcție în cadrul Curții Supreme după Marshall. Din 2018, acesta este judecător senior, fiind cel mai longeviv membru al instituției cu un mandat de peste 30 de ani.
Thomas a copilărit în Savannah, Georgia și a urmat cursurile Colegiului Sfintei Cruci⁠(d), respectiv ale Facultății de Drept din cadrul Universității Yale. Acesta a fost numit procuror general al statului Missouri⁠(d) în 1974, iar mai târziu și-a deschis propriul cabinet. În 1979, Thomas devine asistent judiciar⁠(d) al senatorului american John Danforth⁠(d) și în 1981 este numit secretar adjunct pentru drepturile civile în cadrul Departamentului de Educație. În următorul an, președintele Ronald Reagan îl numește președinte al Comisiei pentru Șanse Egale pe Piața Muncii⁠(d) (EEOC).
În 1990, președintele George H. W. Bush l-a nominalizat pe Thomas la Curtea de Apel a Statelor Unite pentru Circuitul D.C.⁠(d). Acesta a activat pe parcursul a 16 luni înainte de a prelua funcția lui Marshall la Curtea Supremă. Audierile de confirmare a funcției sale⁠(d) au fost dure și intense, Thomas fiind acuzat de hărțuire sexuală de avocatul Anita Hill⁠(d), o subordonată a sa din Departamentului de Educație și EEOC. Hill a declarat că acesta i-a făcut numeroase avansuri sexuale și romantice, deși i-a cerut de mai multe ori să înceteze. Thomas și susținătorii săi au declarat că atât Hill, cât și martorii acesteia au inventat acuzațiile cu scopul de a împiedica numirea unui conservator de culoare la Curtea Supremă. Senatul a confirmat poziția lui Thomas cu 52-48 de voturi.
Experții Curții Supreme descriu jurisprudența sa ca fiind textualistă, cu accent pe interpretarea originală⁠(d) a Constituției Statelor Unite și a legilor. De asemenea, Thomas este - alături de judecătorul Neil Gorsuch⁠(d) - susținător al dreptului natural. Acesta este considerat ca fiind cel mai conservator membru al Curții și este cunoscut datorită faptului că timp de peste un deceniu nu a adresat întrebări în timpul discuțiilor orale.

## Biografie

### Copilăria
Thomas s-a născut în 1948 în Pin Point, Georgia⁠(d), o comunitate mică din apropierea orașului Savannah fondată de sclavii eliberați⁠(d) după încheierea războiului civil. A fost al doilea din cei trei copii ai familiei; tatăl său MC Thomas era fermier, iar mama sa - Leola „Pigeon” Williams - era casnică. Aceștia erau descendenți ai sclavilor americani, iar limba maternă a familiei era gullah⁠(d). Cei mai vechi strămoși cunoscuți ai lui Thomas au fost doi sclavi pe nume Sandy și Peggy care s-au născut la sfârșitul secolului al XVIII-lea și se aflau în proprietatea colonistului bogat Josiah Wilson din Liberty County, Georgia. Tatăl lui Thomas și-a părăsit familia când acesta avea doi ani. Cu toate că mama sa a muncit din greu, uneori era plătită doar cu câțiva penny-i pe zi și nu reușea să-și hrănească copiii. După ce și-au pierdut casa într-un incendiu, Thomas și Myers, fratele său mai mic, au locuit alături de bunicii materni - Myers și Christine (născută Hargrove) Anderson în Savannah.
În casa bunicilor, Thomas intră în contact pentru prima dată cu instalațiile sanitare și mesele regulate. Deși avea puțină educație formală, Myers Anderson a construit o afacere înfloritoare cu gazolină⁠(d) și gheață. Thomas l-a descris pe acesta drept „cel mai impresionant om pe care l-am cunoscut vreodată”. Când Thomas avea 10 ani, bunicul său a început să-și pună familia la muncă de dimineața până seara.

### Educația
Crescut într-o familie catolică, Thomas a urmat cursurile liceului Sf. Pius al X-lea timp de doi ani, iar apoi s-a transferat la seminarul teologic pentru minori St. John Vianney⁠(d) din Isle of Hope⁠(d) unde a fost unul dintre puținii studenți de culoare. A urmat pentru o scurtă perioadă Colegiul Conception Seminary⁠(d), un seminar romano-catolic din Missouri. Thomas a fost primul membru al familiei sale care a absolvit facultatea. A susținut că a părăsit seminarul după asasinarea lui Martin Luther King, Jr. De asemenea, acesta a auzit un alt student declarând după asasinare: „Bine, sper că nenorocitul a murit” și nu a considerat că biserica s-a implicat suficient de mult în combaterea rasismului.
La sugestia unei călugărițe, Thomas s-a transferat la  Colegiul Sfintei Cruci⁠(d) din Worcester, Massachusetts. Acolo, acesta a contribuit la înființarea Uniunii Studenților Negri. A participat la o grevă școlară după ce unii studenți de culoare au fost pedepsiți, iar cei albi au scăpat nepedepsiți. O parte din preoți au negociat cu elevii care protestau pentru a reveni la ore.
După ce a comunicat în gullah întreaga copilărie, Thomas a conștientizat la facultate că vorbirea sa nu s-a îmbunătățit, deși a repetat gramatica de nenumărate ori și a ales ca specializare⁠(d) literatura engleză cu scopul „de a cuceri limba”. La Colegiul Sfintei Cruci a fost membru al societăților Alpha Sigma Nu⁠(d) și Purple Key. Thomas a absolvit colegiul în 1971 cum laude⁠(d) în literatura engleză.
Înrolarea sa în armată⁠(d) a fost amânată de mai multe ori în timp ce se afla la Colegiul Sfintei Cruci. După absolvire, a fost categorisit clasa 1-A⁠(d) și exista posibilitatea să fie recrutat pentru războiul din Vietnam. Thomas a picat examenul medical din cauza scoliozei și nu a fost recrutat.

### Educația juridică
Thomas a fost admis la Yale Law School și a obținut o diplomă Juris Doctor⁠(d) (J.D.) în 1974. Acesta a declarat că firmele de avocatură la care a aplicat după absolvire i-au privit cu suspiciune titlul de doctor deoarece considerau că l-a obținut datorită programelor de acțiune afirmativă. Decanul Louis H. Pollak⁠(d) a precizat în 1969 că Facultatea de Drept a Universității Yale își mărește numărul de locuri pentru candidații de culoare, 24 dintre aceștia fiind admiși în acel an în baza unui sistem care ignoră notele școlare și pe cele obținute la examenul de admitere⁠(d). Conform lui Thomas, cabinetele de avocatură „puneau întrebări tăioase care sugerau pe față că se îndoiau de faptul că aș atât de inteligent pe cât denotau notele mele”. În memoriile sale publicate în 2007, Thomas menționa: „Am desprins un autocolant de 15 cenți de pe un pachet de trabucuri și l-am lipit pe rama diplomei mele de drept pentru a-mi reaminti de greșeala pe care am comis-o urmând cursurile Universității Yale. Nu m-am răzgândit niciodată cu privire la valoarea sa”.

### Influențe
În 1975, Thomas a citit lucrarea Race and Economics⁠(d) a economistului Thomas Sowell și a descoperit fundamentul intelectual necesar filozofiei sale. Cartea critică reforma socială a guvernului și susține că acțiunea individuală este esențială în depășirea condițiilor și adversităților. De asemenea, opera lui Ayn Rand l-a influențat puternic - cu precădere lucrarea Izvorul - și ani mai târziu le-a cerut membrilor staffului său să vizioneze ecranizarea din 1949 a romanului. Thomas recunoaște că are „înclinații libertariane foarte puternice”.
Thomas a susținut că romancierul Richard Wright⁠(d) este scriitorul care i-a influențat cel mai mult viața; cărțile Native Son⁠(d) și Black Boy⁠(d) „au capturat o mare parte din sentimentele mele interioare pe care înveți să le reprimi”. Native Son și Om invizibil⁠(d) de Ralph Ellison sunt romanele sale preferate.
Thomas este impresionat de filmele lui Spike Lee, în special Pizzeria lui Sal și Malcolm X. Thomas a declarat că și-ar dori să-l cunoască pe Lee.

## Cariera

Thomas - președinte al Equal Employment Opportunity Commission - împreună cu președintele Ronald Reagan în 1986.

După absolvire, Thomas a studiat pentru baroul din Missouri la Saint Louis University School of Law⁠(d). A fost admis în barou pe 13 septembrie 1974. Din 1974 până în 1977, a ocupat funcția de procuror general adjunct al statului Missouri sub conducerea procurorului general John Danforth⁠(d), un fost coleg din perioada facultății. Thomas era singurul membru afro-american al staffului său. În biroul lui Danforth, s-a ocupat de apeluri, iar mai târziu a lucrat în secțiunea de venituri și impozite. Acesta a declarat că slujba de adjunct al procurorului general a fost cea mai bună pe care a avut-o. Când Danforth a fost ales în Senatul SUA în 1976, Thomas a părăsit biroul pentru a deveni avocat în cadrul Monsanto Chemical Company în St. Louis, Missouri.
Thomas s-a mutat la Washington, D.C. și început să lucreze din nou pentru Danforth - din 1979 până în 1981 - în calitate de asistent legal însărcinat cu problemele energetice în cadrul Camerei de Comerț a Senatului⁠(d). Atât Thomas, cât și Danforth s-au pregătit pentru hirotonire, însă în culte⁠(d) diferite. Danforth l-a susținut pe Thomas pentru funcția de judecător la Curtea Supremă.
În 1981, Thomas a devenit membru al administrației Reagan, mai întâi în calitate de secretar adjunct al Biroului pentru Drepturile Civile⁠(d) din Departamentul de Educație, iar mai târziu, din 1982 până în 1990, ca președinte al U.S. Equal Employment Opportunity Commission (EEOC). Jurnalistul Evan Thomas⁠(d) a declarat la un moment dat că Thomas era „determinat să avanseze” în timpul mandatului său la EEOC. În calitate de președinte, acesta a promovat o doctrină a independenței și a eliminat abordarea tradițională a EEOC care deschidea procese de discriminare colective⁠(d) în loc să urmărească fapte de discriminare individuală. Acesta a susținut în 1984 că liderii de culoare „supravegheau distrugerea rasei nostre” în timp ce „se plângeau constant” despre Reagan și nu-l abordau pe acesta cu scopul de a găsi soluții la problema mamelor minore, la șomaj și analfabetism.

### Judecător federal
Pe 30 octombrie 1989, președintele George H.W. Bush l-a nominalizat pe Thomas la Curtea de Apel a Statelor Unite pentru Circuitul D.C.⁠(d) după plecarea lui Robert Bork. Acesta a privit cu suspiciune postul de judecător, considerându-l o „slujbă pentru bătrâni”. În același timp, Thomas a fost sprijinit de alți afro-american precum fostul secretar pentru transporturi William Thaddeus Coleman Jr.⁠(d). Totuși, când i-a întâlnit pe democrați albi care alcătuiau stafful din senat, acesta a fost „surprins de cât de ușor a devenit pentru albii ipocriți să acuze un bărbat de culoare că nu-i pasă de drepturile civile”.
Audierea de confirmare a lui Thomas a fost lipsită de evenimente. Senatul Statelor Unite l-a confirmat pe 6 martie 1990 și a primit comisionul în aceeași zi. A dezvoltat relații apropiate în timpul celor 19 luni petrecute la curtea federală, inclusiv cu judecătoarea Ruth Bader Ginsburg.

### Nominalizarea și confirmarea la Curtea Supremă

#### Candidatura și audierile
Când judecătorul⁠(d) William Brennan⁠(d) s-a retras de la Curtea Supremă în iulie 1990, Bush a listat cinci posibili candidați pentru această funcție, iar Thomas era preferatul său. După o discuție cu consilierii săi însă, Bush l-a nominalizat pe David Souter⁠(d) de la Curtea de Apel a primului circuit⁠(d). Un an mai târziu, judecătorul Thurgood Marshall⁠(d), singurul judecător afro-american de la Curtea Supremă, și-a anunțat retragerea, iar Bush l-a nominalizat pe Thomas drept înlocuitor. La momentul anunțului pe 1 iulie 1991, Bush l-a descris pe Thomas drept „cel mai calificat în momentul de față”.
În mod tradițional, președinții americani propuneau potențiali candidați membrilor American Bar Association⁠(d) (ABA) pentru o evaluare confidențială a temperamentului, competențelor și integrității lor judiciare pe trei niveluri: excepțional, calificat sau necalificat. Adam Liptak⁠(d), jurnalist al The New York Times, a remarcat că - istoric vorbind - ABA are tendința să adopte o poziție liberală în cazul subiectelor controversate, iar studiile sugerează că un candidat nominalizat de un președinte democrat are mai mari șanse să fie numit decât unul nominalizat de un președinte republican. Anticipând această posibilitate, Casa Albă și senatorii republicani au făcut presiuni asupra organizației cu scopul de a obține cel puțin o evaluare mediocră și în același timp să demonstreze că membrii ABA sunt partizani. ABA l-a considerat pe Thomas ca fiind calificat, cu toate că a avut unul dintre cele mai slabe niveluri de încredere pe care le-a avut un candidat la Curtea Supremă.
O parte din declarațiile publice ale oponenților lui Thomas au prefigurat audierile de confirmare. Grupurile de interese ale liberalilor și republicanii de la Casa Albă, respectiv din Senat au abordat nominalizarea ca pe o campanie electorală.
Procurorul general Richard Thornburgh⁠(d) l-a avertizat pe Bush că înlocuirea lui Marshall, venerat de multă lume ca fiind o personalitate a drepturilor civile, cu un candidat care nu militează pentru aceleași valori va fi dificilă. Organizațiile feministe și cele pentru drepturile civile s-au opus numirii sale atât din cauza criticilor aduse programului de acțiune afirmative, cât și faptului că Thomas adoptă o poziție pro-viață (i.e. nu este de acord cu Roe v. Wade).
Audierile formale au început pe 10 septembrie 1991. Acesta a răspuns cu reticență la întrebările senatorilor în timpul procesului, conștient fiind de consecințele suferite de Robert Bork după prezentarea propriei filozofii judiciare în timpul audierii de confirmare⁠(d) în urmă cu patru ani. În primele sale scrieri, Thomas se referea deseori la teoria legală a dreptului natural; în timpul audierilor sale, acesta s-a limitat la afirmația că dreptul natural reprezintă „fundamentul filozofic” al Constituției”.
Pe 27 septembrie 1991, după ample dezbateri, Comisia Judiciară a votat 13-1 pentru a trimite nominalizarea lui Thomas în plenul Senatului fără recomandare. O moțiune propusă în cursul zilei prin care se urmărea acordarea unei recomandări favorabile nominalizării a eșuat 7-7. Acuzațiile de hărțuire sexuală formulate de Hill împotriva lui Thomas au devenit publice după ce nominalizarea a fost revizuită de comisie.

#### Acuzațiile de hărțuire sexuală
La încheierea audierilor de confirmare și în timpul dezbaterii senatoriale privitoare la aprobarea finală a nominalizării lui Thomas, un interviu al FBI cu Anita Hill⁠(d) a fost divulgat presei. Prin urmare, pe 8 octombrie votul final a fost amânat și audierile de confirmare au fost redeschise. Era pentru a treia oară în istoria Senatului când o astfel de decizie era luată și pentru prima dată din 1925, atunci când nominalizarea lui Harlan F. Stone⁠(d) a fost reexaminată de Comisia Judiciară.
Hill a fost chemată în fața comisiei, unde a mărturisit că Thomas a făcut afirmații de natură sexuală pe care le considera hărțuire sexuală. Conform acesteia, „comportament nepotrivit pentru un individ care urmează să devină membru al Curții Supreme”. Mărturiile sale includeau detalii melodramatice, iar unii senatori au interogat-o în mod agresiv.
Thomas a fost rechemat în fața comisiei. Acesta a negat acuzațiile, declarând:
„Această [întâlnire] nu reprezintă o oportunitate de a discuta despre chestiuni complicate în privat sau între patru ochi. Această [întâlnire] este un circ. Este o rușine națională. Și din punctul meu de vedere, ca american de culoare, în ceea ce mă privește, este un linșaj modern pentru negrii aroganți care catadicsesc în vreun fel să gândească independent, să trăiască independent, să aibă idei diferite și reprezintă un mesaj că dacă nu te înclini în fața vechii ordini, acestea vor fi consecințele. Vei fi linșat, distrus, caricaturizat de o comisie a Senatului Statelor Unite în loc să fii spânzurat de un copac.”
Pe parcursul mărturiei sale, Thomas și-a apărat dreptul la viață privată. Acesta a clarificat că nu-și va expune viața personală în fața societății, va permite comisiei să-i cerceteze viața privată sau discuțiile pe care le-ar fi avut despre viața sa privată. Comisia a acceptat.
Hill a fost singura persoană care a mărturisit public că Thomas a hărțuit-o sexual. Angela Wright, care a lucrat sub Thomas în cadrul EEOC până când a fost concediată, a decis să nu depună mărturie. Aceasta a remis o declarație scrisă în care susținea că Thomas a curtat-o agresiv și făcea comentarii despre anatomia feminină, dar a menționat că nu a fost intimidată de comportamentul său și nu s-a simțit hărțuită sexual, deși este posibil ca „alte femei să se fi simțit astfel”. Sukari Hardnett, fostă asistentă, a declarat în scris comisei că Thomas nu a hărțuit-o, însă: „Dacă erai tânără, neagră, femeie și destul de atractivă, știai foarte bine că ești examinată și audiată ca femeie”.

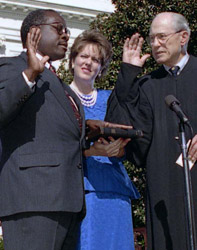
Clarence Thomas depune jurământul în prezența judecătorului în 23 octombrie 1991 în cadrul unei ceremonii organizate la Casa Albă. Soția sa - - se află în planul secund.

Pe lângă Hill și Thomas, comisia a primit informații de la câțiva martori pe parcursul a trei zile, între 11 și 13 octombrie. O fostă colegă, Nancy Altman, care a lucrat în același birou cu Thomas în cadrul Departamentului de Educație, a mărturisit că în cei doi ani în care au lucrat împreună, nu a auzit niciodată vreo afirmația sexistă sau jignitoare. Altman a privit cu suspiciune declarația lui Hill deoarece nicio altă femeie nu a depus mărturie împotriva lui Thomas. Acest scepticism era împărtășit și de unii membrii ai comisiei. Senatorul Alan K. Simpson⁠(d) a întrebat-o pe Hill de ce s-a întâlnit, a luat masa și a continuat să vorbească cu Thomas de mai multe ori, deși cei doi nu mai lucrau împreună. În 2007, Thomas a redactat My Grandfather's Son: A Memoir⁠(d), în care a abordat acuzațiile lui Hill și audierea de confirmare.
Pornind de la „dovezilor adunate de jurnaliștii de investigație de-a lungul anilor”, inclusiv noi mărturii care coroborează cele spuse, jurnalistul Corey Robin⁠(d) a redactat într-o monografie din 2019 că „din acel moment a devenit clar că Thomas a mințit Comisia Judiciară când a declarat că nu a hărțuit-o niciodată sexual pe Anita Hill”. Robin a considerat autentică reacția lui Thomas la acuzațiile caracterizate drept „linșaj modern”.

#### Voturile Senatului
Pe 15 octombrie 1991, după mărturie, Senatul a votat pentru confirmarea lui Thomas ca judecător al Curții Supreme cu 52-48 de voturi. În total, Thomas a primit voturile a 41 de republicani și 11 democrați în timp ce 46 de democrați și doi republicani au votat pentru respingerea candidaturii sale.
Cele 99 de zile în care nominalizarea lui Thomas a așteptat în Senat a fost a doua cea mai lungă perioadă de așteptat, pe locul doi după cele 108 în cazul candidaturii lui Robert Bork; votul a fost cea mai mică marjă de aprobare din 1881, când Stanley Matthews⁠(d) a fost confirmat cu 24-23. Vicepreședintele Dan Quayle a prezidat votul în calitate de președinte al Senatului, dar votul său de departajare nu a fost necesar pentru confirmare. 
Thomas a primit său comision⁠(d) la data de 23 octombrie și a depus jurămintele constituționale și judiciare necesare, devenind judecătorul cu numărul 106 al Curții Supreme. A depus jurământul în prezența judecătorului Byron White⁠(d) în cadrul unei ceremonii programate inițial pe 21 octombrie, dar amânată din cauza morții soției judecătorului William Rehnquist⁠(d).

## Lucrări
- Thomas, Clarence (2007). My Grandfather's Son: A Memoir. Harper. ISBN 978-0-06-056555-8.
- Thomas, Clarence (2000). "Why Federalism Matters (Dwight D. Opperman Lecture, Drake University Law School, September 24, 1999)" (PDF). Drake Law Review. 48: 231–238.
- Thomas, Clarence (1999). "Personal Responsibility" (PDF). Regent University Law Review. 12: 317–327.
- Thomas, Clarence (1998). Character. Washington, DC: Heritage Foundation.
- Thomas, Clarance (1994). "Punishment and Personhood". City Journal.
- Thomas, Clarence (1989). "The Higher Law Background of the Privileges Or Immunities Clause of the Fourteenth Amendment". Harvard Journal of Law and Public Policy. 12: 63.
- Thomas, Clarence (1987). "Affirmative Action Goals and Timetables: Too Tough? Not Tough Enough!". Yale Law & Policy Review. 5 (2): 402–411. JSTOR 40239250.
- Thomas, Clarence (1987). "Toward a Plain Reading of the Constitution: The Declaration of Independence in Constitutional Interpretation. An Afro-American Perspective". Howard Law Journal. 30: 983–996.
- Thomas, Clarence (1987). "Why Black Americans Should Look to Conservative Policies". The Heritage Lectures. Washington, DC: Heritage Foundation. ISSN 0272-1155.